# Liste der Biografien/Steini
Liste der Biografien |
Portal Biografien |
Personensuche
# |
A |
B |
C |
D |
E |
F |
G |
H |
I |
J |
K |
L |
M |
N |
O |
P |
Q |
R |
S |
T |
U |
V |
W |
X |
Y |
Z |
?
 
Sa |
Sb |
Sc |
Sd |
Se |
Sf |
Sg |
Sh |
Si |
Sj |
Sk |
Sl |
Sm |
Sn |
So |
Sp |
Sq |
Sr |
Ss |
St |
Su |
Sv |
Sw |
Sy |
Sz
 
Sta |
Ste |
Sth |
Sti |
Stj |
Stl |
Sto |
Str |
Sts |
Stt |
Stu |
Stv |
Stw |
Sty
 
Stea |
Steb |
Stec |
Sted |
Stee |
Stef |
Steg |
Steh |
Stei |
Stej |
Stek |
Stel |
Stem |
Sten |
Steo |
Step |
Ster |
Stes |
Stet |
Steu |
Stev |
Stew |
Stey |
Stez
 
Steib |
Steic |
Steid |
Steie |
Steif |
Steig |
Steij |
Steik |
Steil |
Steim |
Stein |
Steio |
Steir |
Steis |
Steit |
Steiw |
Steix
 
Steina |
Steinb |
Steinc |
Steind |
Steine |
Steinf |
Steing |
Steinh |
Steini |
Steink |
Steinl |
Steinm |
Steinn |
Steino |
Steinp |
Steinr |
Steins |
Steint |
Steinu |
Steinv |
Steinw
Die Liste der Biografien führt alle Personen auf, die in der deutschsprachigen Wikipedia einen Artikel haben. Dieses ist eine Teilliste mit 79 Einträgen von Personen, deren Namen mit den Buchstaben „Steini“ beginnt.

## Steini

### Steinic
- Steinicke, Carl Georg (1877–1939), deutscher Buchhändler und Antiquar
- Steinicke, Frank (* 1977), deutscher Informatiker
- Steinicken, Christian (1831–1896), deutscher Maler, Stahl- und Kupferstecher

### Steinig
- Steinig, Adolf (* 1939), deutscher Fußballspieler
- Steinig, Ernst (* 1900), deutscher Ringer
- Steinig, Gerhard (1913–1937), deutscher Widerstandskämpfer gegen den Nationalsozialismus
- Steinigen, Jens (* 1966), deutscher Biathlet
- Steiniger, Elias († 1659), böhmischer Bergbeamter
- Steiniger, Elias, deutscher Unternehmer
- Steiniger, Emil (1881–1918), deutscher Chorleiter
- Steiniger, Ferdinand (1882–1973), deutscher Grafiker
- Steiniger, Fritz (1908–1985), deutscher Erbbiologe, Sozialanthropologe, Ornithologe und Hochschullehrer
- Steiniger, Johannes (* 1987), deutscher Politiker (CDU), MdBJohannes Steiniger (* 1987)

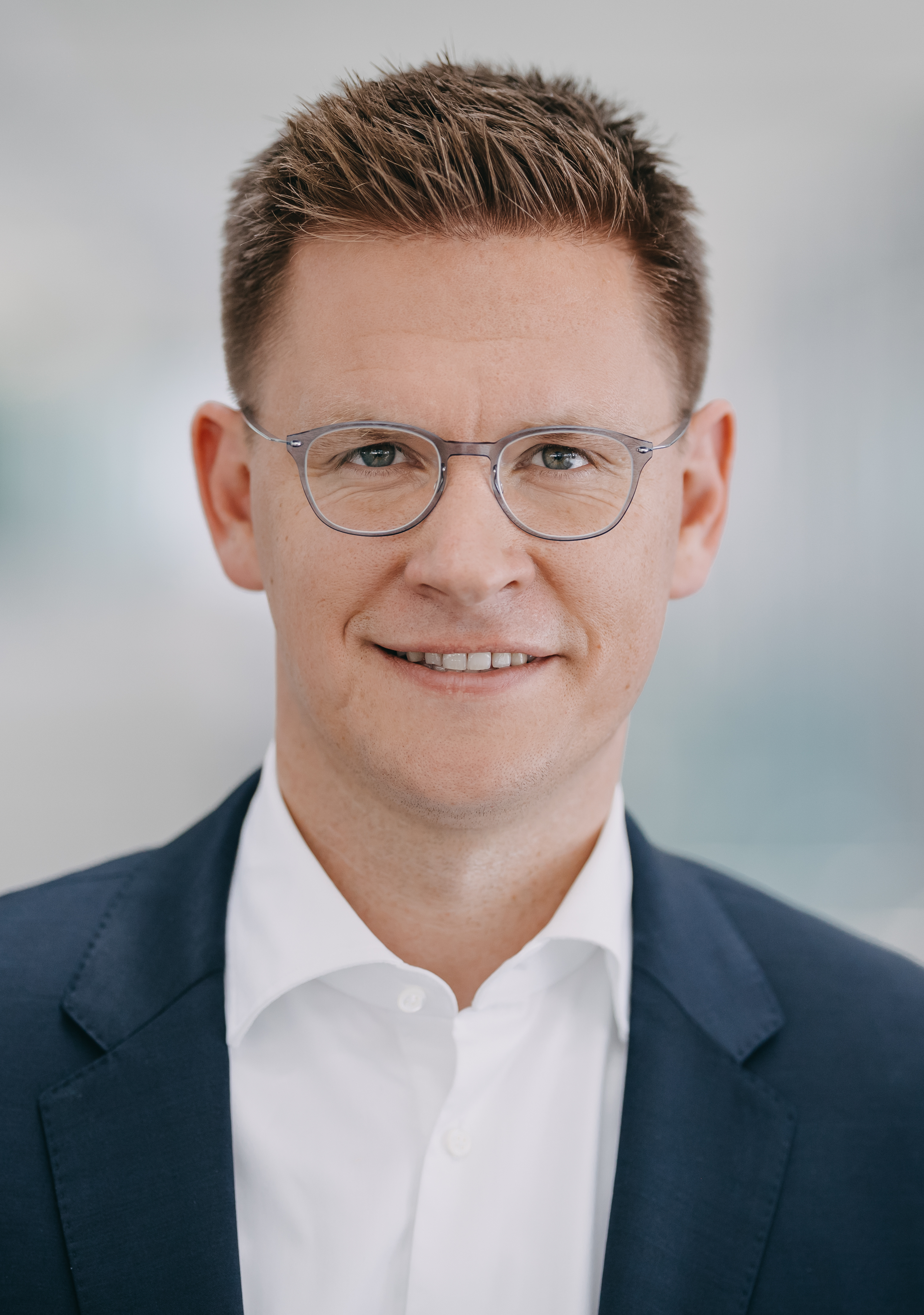
Johannes Steiniger (* 1987)

- Steiniger, Karl (1864–1947), deutscher Jurist, Verwaltungsbeamter und Politiker (DNVP), MdR
- Steiniger, Klaus (1932–2016), deutscher Journalist und Buchautor, DDR-Staatsanwalt
- Steiniger, Kurt (1883–1968), deutscher Parlamentarier und Bauunternehmer
- Steiniger, Peter, preußischer Kreisdeputierter, Steuereinnehmer und 1848 vertretungsweise Landrat des Kreises Waldbröl
- Steiniger, Peter Alfons (1904–1980), deutscher Schriftsteller, Jurist, Hochschullehrer und Verfassungsrechtler

### Steinik
- Steinike, Georg Friedrich (1801–1880), Ehrenbürger der Stadt Harburg, heute Ortsteil von Hamburg
- Steinike, Heinrich (1825–1909), deutscher Landschaftsmaler der Düsseldorfer Schule

### Steinin
- Steininger, Andreas (* 1966), österreichischer Buchautor, Berg- und Skiführer, Bergretter und Naturparkmanager
- Steininger, Anne-Lou (* 1963), Schweizer Schriftstellerin
- Steininger, Anton (1898–1968), österreichischer Schriftsteller
- Steininger, Augustin (1794–1875), österreichischer Zisterzienserabt
- Steininger, Benjamin (* 1974), deutscher Kultur- und Medienwissenschaftler
- Steininger, Christian (* 1972), österreichischer Kommunikationswissenschaftler
- Steininger, Daniel (* 1995), deutscher Fußballspieler
- Steininger, Elise (1854–1927), österreichische Radsportpionierin
- Steininger, Emil Maria (1861–1912), österreichischer Schriftsteller und Kulturkritiker
- Steininger, Erhard, österreichischer Waffenlobbyist
- Steininger, Florian (* 1974), österreichischer Kunsthistoriker und Ausstellungsmacher
- Steininger, Franz (1922–1991), österreichischer Politiker (SPÖ), Abgeordneter zum Nationalrat
- Steininger, Franz-Josef (* 1960), deutscher Fußballspieler
- Steininger, Fritz F. (* 1939), österreichischer Geologe und Paläontologe
- Steininger, Hans (1920–1990), deutscher Sinologe
- Steininger, Hans (1938–2000), österreichischer Maler
- Steininger, Herbert (1927–2013), deutscher Philosoph
- Steininger, Herbert (1933–2005), österreichischer Jurist
- Steininger, Ingrid (1940–1998), österreichische Keramikerin, Plastikerin und Graphikerin
- Steininger, Johannes (1794–1874), deutscher Gymnasiallehrer, Geologe und Historiker
- Steininger, Johannes (* 1977), österreichischer bildender Künstler
- Steininger, Josef (1848–1921), österreichischer Orgelbauer
- Steininger, Joseph (1858–1931), deutscher Mühlenbesitzer und Politiker (Zentrum), MdR
- Steininger, Karl (* 1956), österreichischer Trompeter
- Steininger, Karl von (1772–1841), kaiserlich-österreichischer Feldmarschalleutnant und Festungs- und Stadtkommandant von Venedig
- Steininger, Karl von (1804–1867), kaiserlich-österreichischer Feldzeugmeister und kommandierender General im Banat
- Steininger, Karl W. (* 1965), österreichischer Wirtschaftswissenschaftler und Hochschullehrer
- Steininger, Ludwig (1890–1979), deutscher Kunstmaler
- Steininger, René (* 1970), österreichischer Dichter
- Steininger, Ricarda (* 1978), deutsche Fußballtorhüterin
- Steininger, Richard Maria (1792–1861), deutscher Theologe und Domherr in Trier
- Steininger, Rolf (* 1942), deutscher Historiker und HochschullehrerRolf Steininger (* 1942)

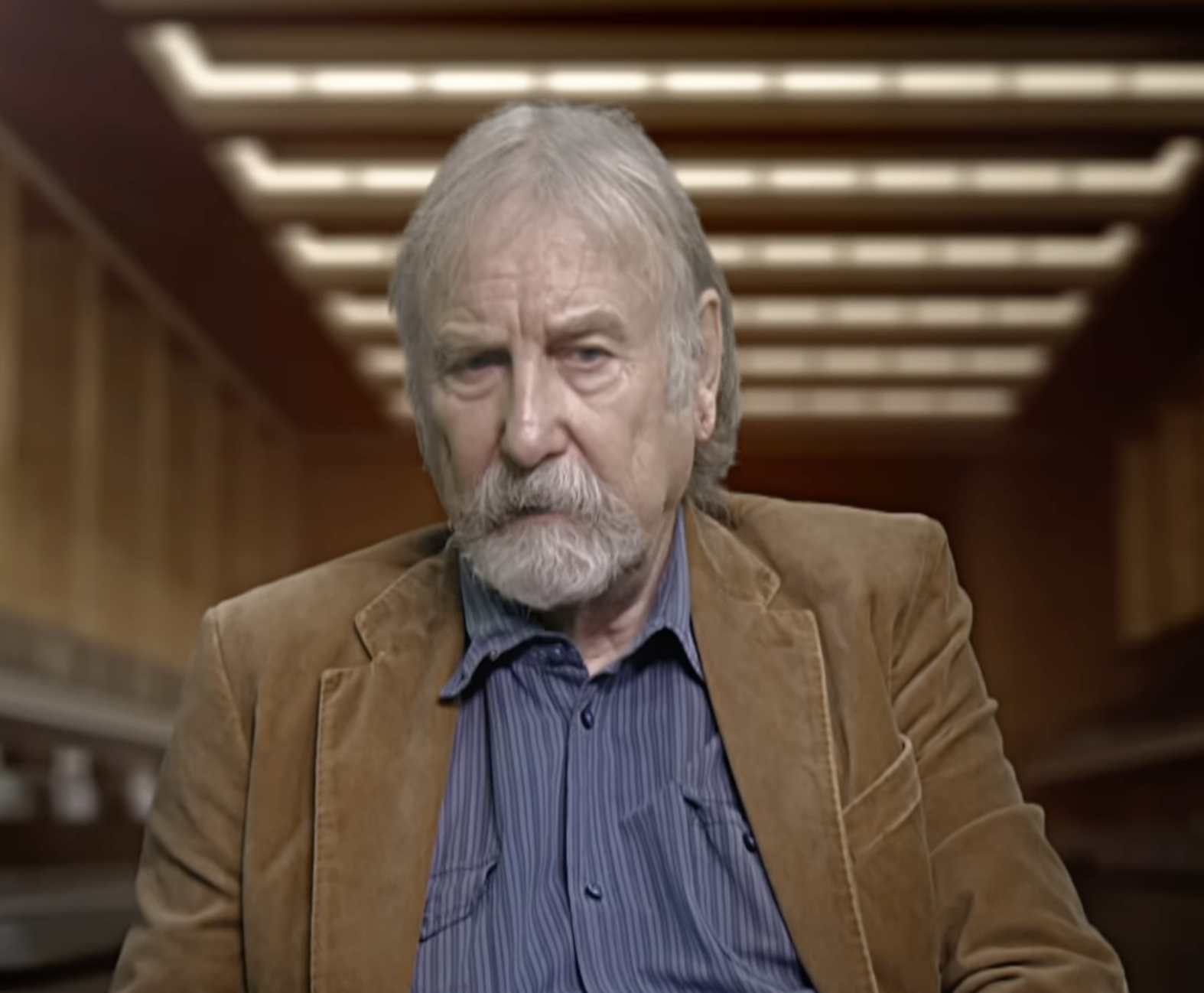
Rolf Steininger (* 1942)

- Steininger, Thomas (1817–1872), österreichischer Gerichtsschreiber, Sekretär, Sparkassendirektor und Reichstagsabgeordneter
- Steininger, Volkmar (* 1970), deutscher Fernseh- und Buchautor
- Steininger, Werner (* 1949), Schweizer Bergführer, Kunstmaler und Malpädagoge
- Steininger, Wolf (1907–1999), deutscher Politiker (CSU)
- Steininger-Bludau, Eva (1951–2022), deutsche Politikerin (SPD), MdL

### Steinit
- Steinitz, Alexander (* 1967), österreichischer Dirigent, 1. Kapellmeister der Theater Vorpommern
- Steinitz, Claudia (* 1961), deutsche Übersetzerin
- Steinitz, Ernst (1871–1928), deutscher Mathematiker
- Steinitz, Ernst (1881–1942), deutscher Arzt und Kunstsammler, Emigrant vor dem Holocaust in die USA
- Steinitz, Franziska (1875–1942), deutsche Romanistin und Übersetzerin
- Steinitz, Georg (* 1937), österreichischer Moderator, Schauspieler und Humorist
- Steinitz, Hans (1912–1993), deutsch-US-amerikanischer Journalist und Buchautor
- Steinitz, Heinrich (1879–1942), österreichischer Rechtsanwalt und Schriftsteller
- Steinitz, Heinz (1909–1971), israelischer Meeresbiologe und Ichthyologe deutsch-jüdischer Abstammung
- Steinitz, Käte (1889–1975), deutsche Malerin des Dadaismus, Kunstkritikerin, Bibliothekarin
- Steinitz, Klaus (* 1932), deutscher Ökonom, Wirtschaftswissenschaftler der DDR, MdV, MdB
- Steinitz, Lisl (1912–1991), österreichische Sängerin und Schauspielerin
- Steinitz, Margaret (* 1951), britische Chorsängerin und künstlerische Leiterin der London Bach Society
- Steinitz, Otto (1886–1964), deutscher Ingenieur, Erfinder und Patentanwalt
- Steinitz, Paul (1909–1988), britischer Organist und Dirigent
- Steinitz, Regina (* 1930), deutsche Überlebende des Holocaust
- Steinitz, Renate (1936–2019), deutsche Linguistin und Autorin
- Steinitz, Wilhelm (1836–1900), österreichisch-US-amerikanischer Schachspieler und SchachweltmeisterWilhelm Steinitz (1836–1900)

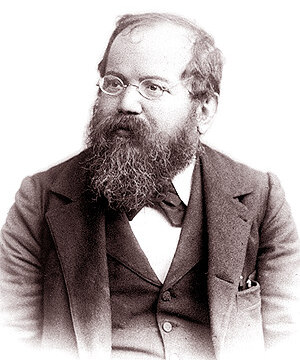
Wilhelm Steinitz (1836–1900)

- Steinitz, Wolfgang (1905–1967), deutscher Linguist und Volkskundler
- Steinitz, Yuval (* 1958), israelischer Politiker des konservativen Likud-Blocks
- Steinitzer, Erwin (1884–1925), deutsch-österreichischer Ökonom und Journalist

### Steiniu
- Steinius, Joseph von, niederösterreichischer Beamter und Autor